# 答应
答应，是明朝女官及宦官職稱，為皇帝及居於宮中之皇族的近侍，又稱答應人，如為宮女又稱答應宮女、答應女，較高級者則為答應執事。在清朝則為妃嬪位號。

## 明代
明代的答應是低階的女官或宦官，為於宮中各殿工作的近侍僕役。又分為大答應、小答應。明宪宗之皇貴妃萬貞兒就曾為侍奉孫太后的小答應。崇祯帝時在選妃時同時把一些不選作妃嬪但適合在宮中任職的秀女安排居於乾清宮傍室為答應，並把該室命名為「青霞」，這些居於青霞室的答應被稱為青霞女子。

## 清代
在清朝是后宮妃嬪的等級之一，亦是最低等的級別。在康熙朝，亦分為大答應、小答應。大答應是康熙帝的妃嬪之一，意思如答應，而小答應則如明代的定制一樣，僅是於宮中各殿工作的近侍僕役。而康熙朝歸在毓慶宮的大答應則為皇太子的妾室，小答應則為普通僕役。不過於康熙朝歸在景陽宮下的大答應，小答應則不詳，或為以景陽宮為主的附屬建築群內的宮女子。
乾隆初期，“服八缎答应”这种按照宫分对内庭低级主位的称谓仍然存在着，亦可写作“穿八疋缎子答应”。从内务府档案来看，“地坛后茔地”和“曹八里屯”都安葬了皇家的一些格格。其中一部分的格格是皇帝后宫中的答应和格格，另外一部分則是皇子名下的格格。
清朝后宮總分為八個等級：皇后、皇貴妃、貴妃、妃、嬪、貴人、常在、答應。依制，答應無定數，每位答應由兩名宮女和一名太監侍候。答應雖為最低級的妃嬪，但仍是皇帝的家眷，即使是總管太監這樣的高品秩宦官，也要向她們跪拜。 另外答應之下還有官女子。
在清朝並沒有以八旗選秀入宮封為答應的案例，最低亦被封為常在，就算是宮女出身，如咸豐帝的玟貴妃徐佳氏，初封亦為常在。